# بالکن

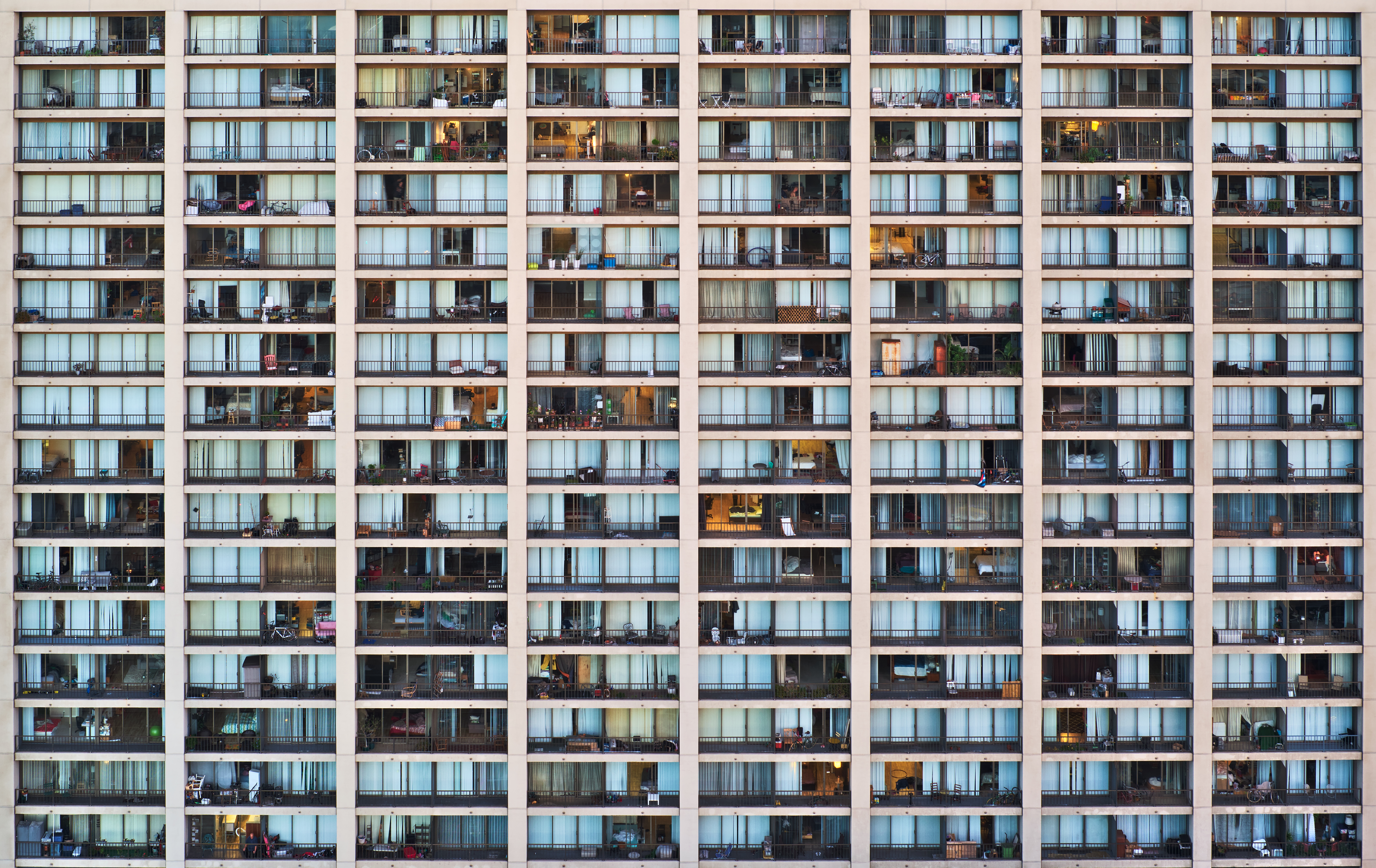
نمایی از بالکن‌های آپارتمانی در خیابان مارکت در شهر سان فرانسیسکو، ایالات متحده آمریکا.

بالکن (به فرانسوی: Balcon) ایوانک یا ایوانگاه (در تالار سینما یا نمایش‌سرا) بخشی از یک ساختمان است که معمولاً از دیوارهای ساختمان بیرون زده‌است.
بالکن از الحاقات آپارتمان‌ها محسوب می‌شود که مساحت آن در مساحت آپارتمان و بنا محاسبه می‌گردد. بالکن‌ها فضاهایی مسقف هستند که حداقل یک طرف آن رو به فضای بیرونی دارند، گاهی بالکن‌ها دو طرف و گاهی سه طرفِ بازِ رو به فضایِ مجاور دارند. در این فضا، قسمت‌های بستهٔ فضا شامل نیم‌دیوار، نرده یا ترکیب این دو با دیوار است.

## تفاوت با تراس
از دیدگاه معماری، تراس به فضای الحاق‌شده به آپارتمان گفته می‌شود. غیرمسقف است و جزو مشاعات شمرده می‌گردد؛ در نتیجه، مساحت تراس‌ها در محاسبهٔ مساحت آپارتمان‌ها دخالتی ندارد. به‌طور کلی ایوان، تراس و بالکن فضاهای مسکونی را بالاتر از فضای بیرون قرار می‌دهند که در صورت نشستن کاربر در آن بتواند به فضای حیاط یا منظرهٔ بیرونی مسلط شود و از زیبایی‌های آن بهره‌مند گردد.

## ریشه‌شناسی
بر پایهٔ واژه‌نامه دهخدا، بالکن احتمالاً از ریشه فارسی «بالاخانه» اقتباس شده‌است. بر باور برخی از زبان‌شناسان، واژه بالکن که ابتدا از زبان ایتالیایی به زبان‌های فرانسوی، انگلیسی و روسی وارد شده‌است، دارای ریشهٔ فارسی است.

## شیشهٔ بالکنی
تازگیها، اصطلاحات بسیاری است که در حوزهٔ تراس و بالکن مورد استفاده قرار می‌گیرند، مانند: بالکن شیشه‌ای، شیشه‌ای کردن بالکن، بستن بالکن، پوشاندن بالکن، پوشاندن بالکن با شیشه، بالکن، شیشهٔ بالکن، بالکن شیشه‌ای تاشو… سیستم‌های بالکن شیشه‌ای عمدتاً با حرکت شیشه در ریل‌های آلومینیومی کار می‌کنند و همهٔ پنجره‌ها در گوشهٔ مناسبی از بالکن جمع می‌شوند. در گذشته، بالکن‌ها را با PVC یا هر گونه ملزمه‌ای همچون آلومینیوم می‌پوشاندند و آن را کاملاً به یک محیط بسته تبدیل می‌کردند. بالکن‌هایی که به این شکل پوشانده می‌شدند دیگر کاربری بالکن نداشتند و همچون دیگر فضاها و اتاق‌های خانه می‌شدند. با به روی کار آمدن بالکن‌های شیشه‌ای، این وضعیت از میان برچیده شد. بالکن‌هایی که به مردم فضای راحتی در خانه‌هایشان می‌دهند، اهمیت بیشتری می‌یابند.

## نگارخانه

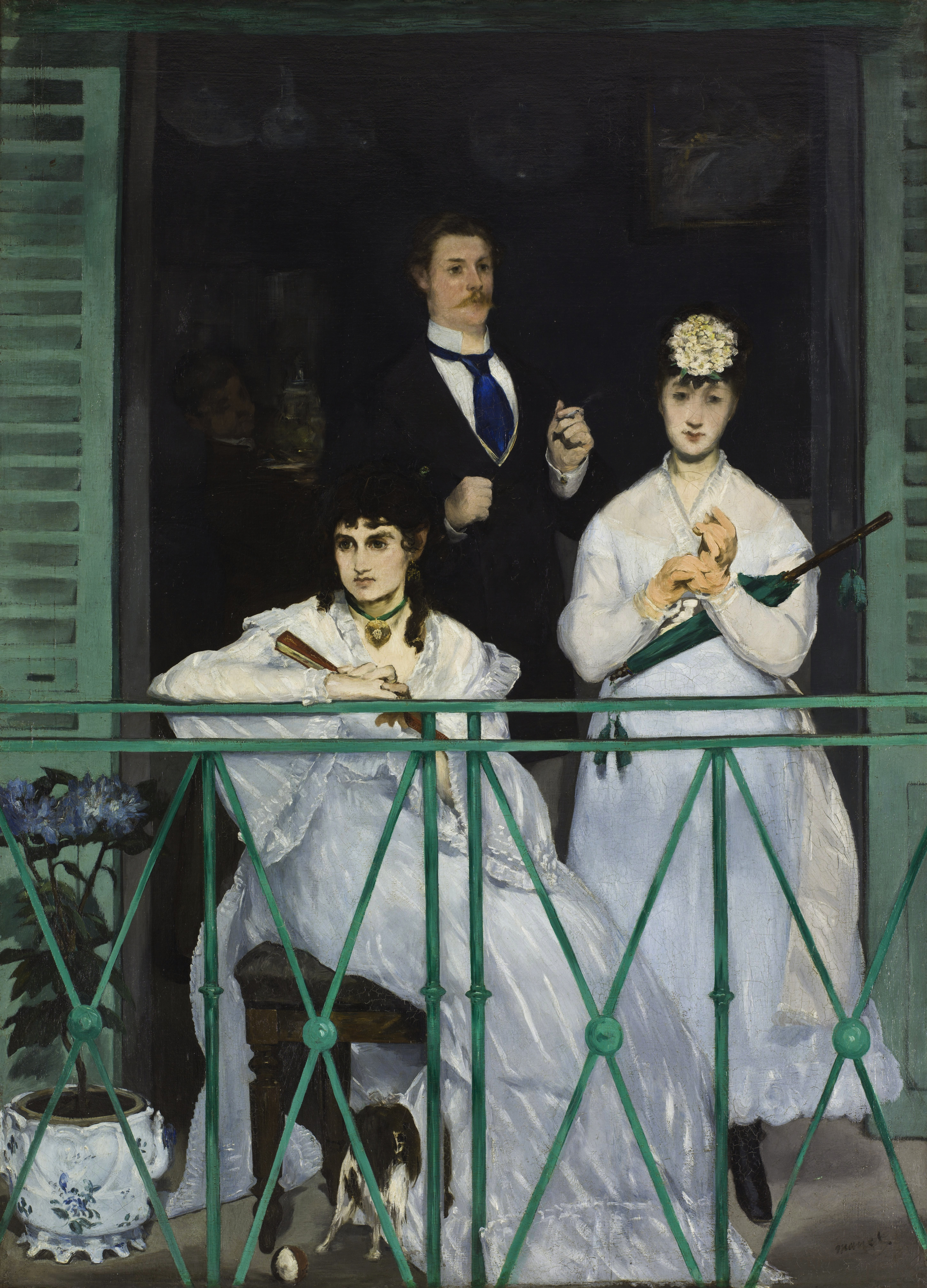
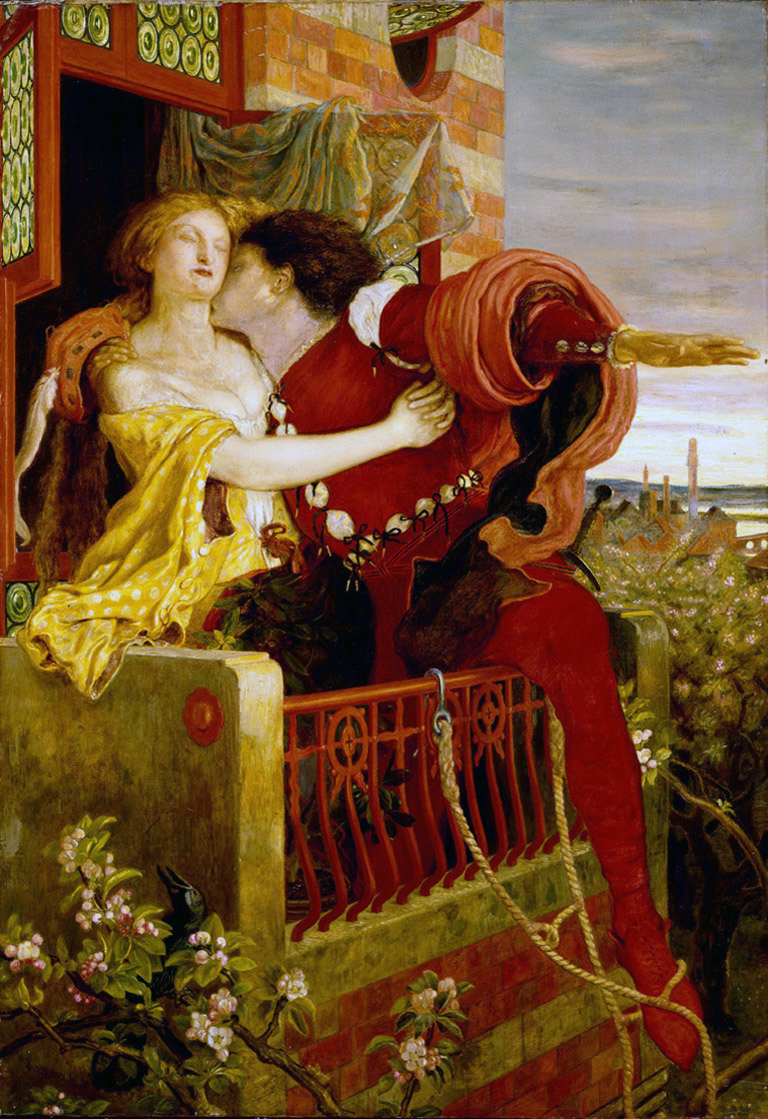
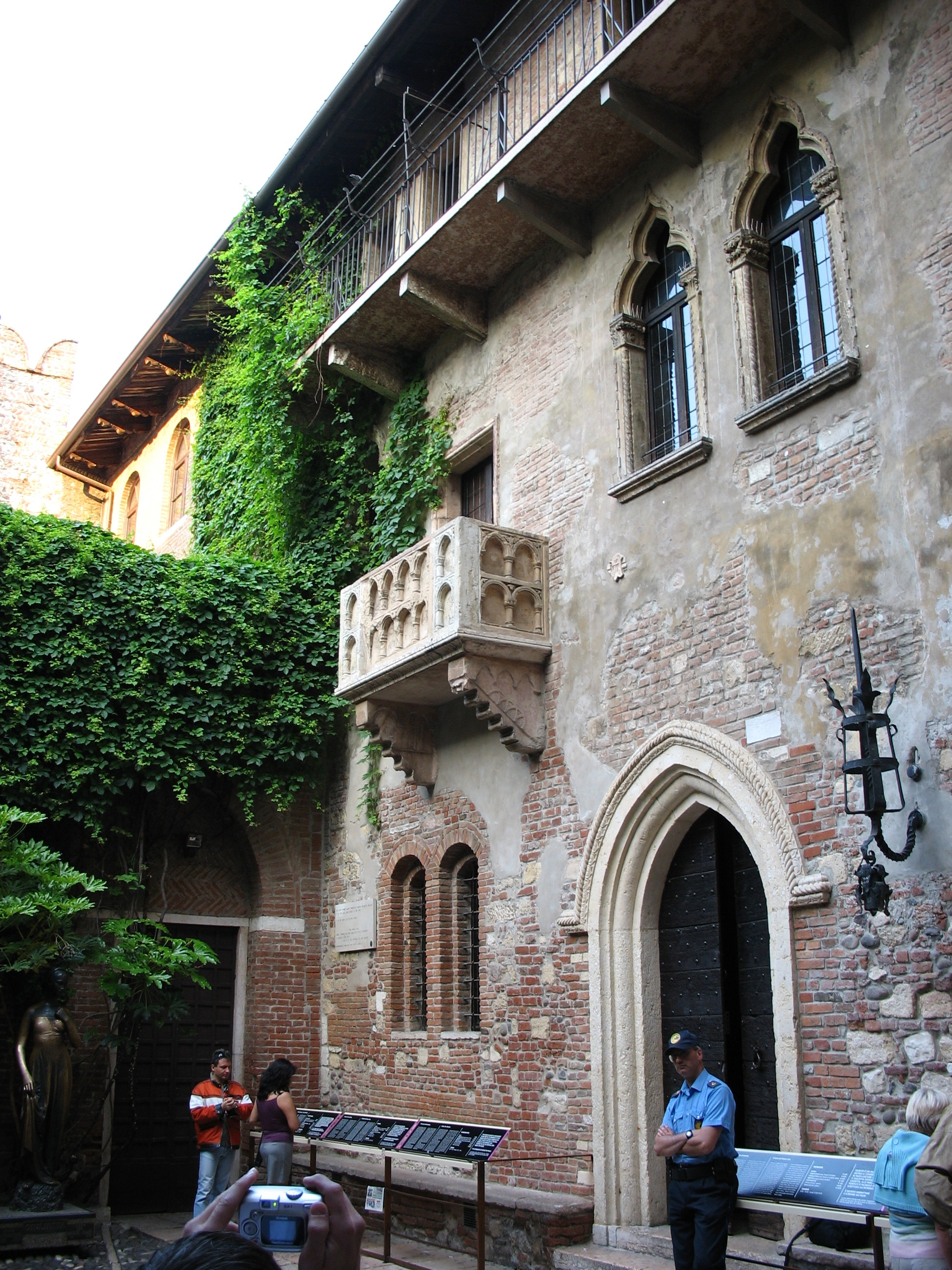